# Informatics Europe
Informatics Europe est une association européenne des départements universitaires et des laboratoires de recherche, dans les domaines des sciences de l'information et de l'informatique.

## Présentation
Fondée en 2006,, Informatics Europe est une organisation à but non lucratif dont le siège social est à Zurich et qui représente plus de 160 membres de 33 pays. Elle concerne plus de 20 000 chercheurs, promeut des positions concertées et agit sur des bases partagées dans les domaines de l'éducation, de la recherche, du transfert des connaissances et de l'impact social de l'informatique. Les membres d'Informatics Europe sont des instituts plutôt que des individus et comprennent des départements universitaires d'informatique, des sciences de l'information, de technologies de l'information et de la communication  ainsi que des associations nationales d'informatique en Europe, des laboratoires de recherche publics et privés et des entreprises.

## Mission et activités
Informatics Europe est impliqué dans un certain nombre d'activités dont la mission est de favoriser la qualité de la recherche, de l'éducation et du transfert de connaissances en informatique en Europe.

## Sommet européen de l'informatique(ECSS)
Le Sommet européen de l'informatique a lieu une fois par an et offre une plate-forme où les dirigeants et les décideurs de la recherche et de l'éducation en informatique en Europe se réunissent pour débattre des thèmes stratégiques et des tendances liés à la recherche, à l'éducation et aux politiques en informatique.

## Groupes de travail
Informatics Europe encourage divers groupes de travail pour définir les priorités stratégiques au sein de la communauté informatique européenne. Chaque groupe de travail se concentre ainsi sur un sujet ou un objectif spécifique qui est convenu au début de chaque année. Les groupes sont les suivants :
- Collecte de données et rapports : il  vise à présenter des faits et des chiffres solides et précis sur la recherche et l'enseignement de l'informatique en Europe.
- Éthique ; il produit un rapport de synthèse décrivant les approches possibles, l'état de l'art, ainsi que des suggestions et des lignes directrices pour l'inclusion de sujets liés à l'éthique, à la responsabilité et aux impacts sociaux dans les programmes universitaires d'informatique [4].
- Éducation à l'informatique ; ce groupe vise à rassembler les universités, l'industrie, le gouvernement et la société pour influencer la politique de l'éducation en Europe vers la pleine reconnaissance et l'établissement de l'informatique en tant que discipline fondamentale dans les écoles[5]
- Évaluation de la recherche ; ce groupe examine tous les changements actuels et propose un ensemble mis à jour de recommandations pour l'évaluation de la recherche en informatique et dans des domaines étroitement liés [6],[7].
- Rôle de l'informatique dans les universités ; il étudie ce que font les universités pour garantir que l'enseignement et la recherche non informatiques sont informés par les meilleures pratiques en informatique
- Women in Informatics Research and Education ; ce groupe promeut des actions qui contribuent à améliorer l'équilibre entre les sexes à toutes les étapes du cheminement de carrière en informatique[8].

## Prix
Chaque année, Informatics Europe décerne deux prix qui récompensent des initiatives exceptionnelles qui font progresser la qualité de la recherche et de l'enseignement en informatique en Europe.
Le prix des meilleures pratiques en éducation récompense les initiatives éducatives à travers l'Europe qui améliorent la qualité de l'enseignement de l'informatique et l'attractivité de la discipline,.
Le Minerva Informatics Equality Award récompense les meilleures pratiques qui encouragent et soutiennent les carrières des femmes dans la recherche et l'enseignement en informatique,,.